# Apareiodon orinocensis
Apareiodon orinocensis és una espècie de peix de la família dels parodòntids i de l'ordre dels caraciformes. Pot atènyer fins a 13,2 cm de longitud total.
És un peix d'aigua dolça i de clima tropical. Es troba a la conca del riu Orinoco a Veneçuela a Sud-amèrica.